# Neokonfucianizmus
A neokonfucianizmus (kínaiul: 宋明理學, szó szerint: „A Szung (Song)- és Ming-kori elv-iskola”) a Szung (Song)-korban kialakult szellemi irányzat, amely a klasszikus konfuciánus tanítások újraértelmezésével, megreformálásával reagált a taoista és buddhista elképzelésekre. A neokonfuciánus gondolkodók a konfucianizmusból addig teljes mértékben hiányzó metafizikai rendszer kidolgozására összpontosítottak, melyben ötvözték a taoizmus és a buddhizmus tanításait a Változások könyve eszmerendszerével és a jin–jang (yin–yang) teóriákkal. A legjelentősebb neokonfuciánus filozófusnak Csu Hszi (Zhu Xi)t tekintik. A Jüan (Yuan)-, a Ming- és a Csing (Qing)-korban az ő értelmezései váltak a hivatalos tanítássá, s azok alapos ismeretét követelték meg a hivatalnokvizsgákon is.

## Kialakulása
A 3-4. századtól a konfucianizmus meggyengült, nem tudott lépést tartani az egyre szélesebb körökben terjedő taoista és buddhista tanokkal. A neokonfuciánus gondolkodók a buddhizmusból és taoizmusból merítve olyan sajátos konfuciánus rendszert alkottak, amely a taoizmus és buddhizmus által feltett ontológiai és metafizikai kérdésekre keresi a konfuciánus választ.
Előfutárainak a Tang-korban élt Han Jü (Han Yu) (768-824) és Li Ao (李翱; 772–841) tekinthetők, akik kísérletet tettek arra, hogy A nagy tanítás és A közép mozdulatlansága című konfuciánus klasszikusok újszerű értelmezésével magyarázattal szolgáljanak koruk problémáira. Han Jü (Han Yu) A tao (dao)ról (Jüan-tao (Yuandao) 《原道》) című írásában kifejti, hogy az, amit ő tao (dao)nak (道) nevez, nem az, amit a taoisták és a buddhisták egészen odáig tao (dao)nak neveztek. Szerinte a tao (dao) az olyan mitikus uralkodók láncolatán jutott el egészen Konfuciuszig, mint Jao (Yao), Sun (Shun) és Jü (Yu), de a láncolat Menciusznál megszakadt. Az őt követő konfuciánusok már csak részleteket értettek belőle, de a lényeget elvesztették. Li Ao hasonló véleményt alkot A természet visszaállítása (Fu hszing su (Fu xing shu) 《復性書》) című művében, azzal kiegészítve, hogy a Konfuciusz unokája és tanítványa, Ceng-ce (Zengzi) által lejegyzett A közép mozdulatlansága még tartalmazza az igazi tanítást, de azt már senki nem érti. Li Ao maga úgy érezte, hogy ő maga ezen a művön keresztül képes felfogni az Igazságot, s így Menciusz örökébe lépni.

## Az öt mester
A neokonfucianizmus kialakulására alapvetően három gondolati irányzat volt hatással. A konfucianizmus mellett a taoizmusból és a buddhizmusból merítkezett. A neokunfuciánus gondolkodók számára a csan (chan) és a buddhizmus egymás szinonímái voltak, a taoizmus pedig elsősorban a vallásos taoizmust jelentette, amelyben jelentős szerepet játszott a jin–jang (yin–yang) iskola kozmogóniai nézetei. Fung Yu-lan szavaival: „Ez a három gondolati irányzat korántsem volt egységes, sőt tanaik sok tekintetben ellentmondtak egymásnak. Ezért időbe telt, amíg a filozófusok egységet alakítottak ki belőlük, különösen azért, mert a rendszer nem egyszerűen egy eklektikus képződmény volt, hanem valódi homogén egész.”
A neokonfucianizmus gondolatrendszere mintegy két évszázados formálódás után, majd a Szung (Song)-korban, a 11. században ölt formát öt olyan mesternek köszönhetően, mint: Csou Tun-ji (Zhou Dunyi) (周敦頤; 1017-73), Sao Jung (Shao Yong) (邵雍; 1011-73), Csang Caj (Zhang Zai) (張載; 1020-77), Cseng Hao (Cheng Hao) (程顥; 1032-85) és Cseng Ji (Cheng Yi) (程頤; 1033-1107).

### Csou Tun-ji(Zhou Dunyi)kozmogóniája
Csou Tun-ji (Zhou Dunyi) A nagy eredőpont ábrázatának magyarázata (Taj-csi tu-suo (Taiji tushuo)《太極圖說》) című rövid művében a Változások könyve alapján fejti ki saját kozmogóniai koncepcióját. E szerint a nagy eredőpont mozgásából alakult ki a jang (yang), lenyugvásából pedig a jin (yin). A jang (yang)ból és jin (yin)ből jött létre az öt elem (víz, fa, tűz, föld, fém), az öt elemből pedig a világ összes dolga.
Szerinte a bölcsesség elérésének módja abban áll, hogy – a csan (chan) szerzetesek hitvallásához hasonlóan – az embernek természetesen kell élnie és cselekednie.

### Sao Jung(Shao Yong)kozmogóniája
Sao Jung (Shao Yong) a nagy eredőpontot a tudattal azonosította, így minden dolog forrásának is ezt tartotta.

### Csang Caj(Zhang Zai)kozmogóniája
Csang Caj (Zhang Zai) szerint a nagy eredőpont nem más, mint a csi (qi) (lehelet, pára, életerő), ami a szüntelen változás előidézője. Noha a lények különböző tulajdonságokkal rendelkeznek, végső soron ugyanabból a szubsztanciából állnak. Ebből fakad egyetemes etikája: „az Ég az apám, a Föld az anyám, minden ember a testvérem, s minden a társam”.

## A két irányzat kezdete
A neokonfucianizmus idővel két fő iskolára vált szét, melyek Csang Caj (Zhang Zai) unokaöccseinek, Cseng Hao (Cheng Hao)nak és Cseng Ji (Cheng Yi)nek a nevéhez fűződnek. A fiatalabbik fivér, Cseng Ji (Cheng Yi) által elindított iskola majd Csi Hszi (Zhu Xi) munkásságával teljesedik ki. Ezt nevezték a „törvények” vagy „alapelvek” iskolájának (li-hszüe (lixue) 理學), de emellett Cseng (Cheng)–Csu (Zhu)-iskola (Cseng (Cheng)–Csu (Zhu)-hszüe (xue) 程朱學) néven is emlegetik. Az idősebb fivér, Cseng Hao (Cheng Hao) által alapított irányzatot a „tudat” vagy „szellem” iskoláját (心學) Lu Csiu-jüan (Lu Jiuyuan) (陸九淵; 1139-1193) vitte tovább, és majd Jang-ming (Wang Yangming) (王陽明; 1472-1529) filozófiájában teljesedik ki végső formájában. Fung Ju-lan szavaival: „A Cseng (Cheng) fivérek nem minden tekintetben ismerték fel, hogy iskoláik között milyen jelentős eltérések vannak. Az igazi vita Csi Hszi (Zhu Xi) és Lu Csiu-jüan (Lu Jiuyuan) között robbant ki, s mind a mai napig tart.”

### ACseng(Cheng)fivérek tanítása
Cseng Hao (Cheng Hao) és Cseng Ji (Cheng Yi) egyaránt azt vallották, hogy az élet és a tanulás célja az égi elv (tien-li (tianli) 天理) megőrzése és az emberi vágyak csökkentése, illetve megszüntetése. Ennek eléréséhez a tudat művelése szükséges az őszinteség és komolyság gyakorlása által. A két testvér nézetei azonban jelentősen különböztek. Cseng Hao (Cheng Hao) az emberségesség (zsen (ren)) fontosságát hangsúlyozta, szerinte az egyetemes elv az emberi tudatban rejtőzik, s a tudat kiterjesztése által ismerhető meg az Ég. Cseng Ji (Cheng Yi) viszont az elv (li 理) megértésére helyezte a hangsúlyt. A tudat művelésének első lépése az elv mibenlétének helyes megértése. Az elv örökké létezik, és változatlan időben és térben.

## Csu Hszi(Zhu Xi)tanítása
A korai mesterek tanítását Csu Hszi (Zhu Xi) (1130-1200) foglalta rendszerbe, így őt tekintik a neokonfucianizmus és különösen az „elv iskola” atyjának. Tanításai és a Négy könyvhöz írt kommentárjai meghatározták a konfucianizmus fejlődését a következő nyolcszáz évben. Filozófiájában az elv azonos a nagy eredőponttal, a tao (dao)val (道) és az Éggel. Az egyetemes elv mellett minden dolognak megvan a maga elve, amely azonban lényegét tekintve nem különbözik az egyetemes elvtől. Az elvhez szorosan kapcsolódik a dolgokat létrehozó anyagi erő (csi (qi)) fogalma, egyik sem létezhet a másik nélkül. Az emberi tulajdonságok attól függnek, hogy ki mennyire tiszta csi (qi)t kapott születésekor. A bölcs csi (qi)je teljesen tiszta, ám mindenki számára lehetséges a benne rejlő elv miatt, hogy megtisztítsa természetét.

## Lu Csiu-jüan(Lu Jiuyuan)ésJang-ming(Wang Yangming)tanítása
A „tudat iskolájának” első kiemelkedő képviselője Lu Csiu-jüan (Lu Jiuyuan) (陸九淵; 1139-1193), aki úgy gondolta, hogy a tudat a nagy eredőpont, ez tartalmazza az egész világot és minden elvet. Mivel a tudaton kívül nincs elv, így elveti a Csu Hszi (Zhu Xi) által javasolt külső dolgok kutatását, s a tudat vizsgálatát helyezi középpontba.
A „tudat iskolája” sokáig háttérbe szorult, s csak Jang-ming (Wang Yangming) (王陽明; 1472-1529) megjelenése után válik Csu Hszi (Zhu Xi) iskolájának komoly riválisává. Wang szerint mindenkiben benne rejlik a bölcs, csak a tudat megismerése visz el a megvilágosodáshoz, a külső dolgok, a klasszikusok boncolgatására nincs szükség.